# Вайцкин, Джошуа
Джо́шуа Ва́йцкин (англ. Joshua Waitzkin, 4 декабря 1976, Нью-Йорк) — американский шахматист и мастер Тайцзицюань. Известен благодаря биографическому кинофильму «В поисках Бобби Фишера» и участию в создании компьютерной шахматной программы Chessmaster.

## Шахматная карьера
Вайцкин впервые сел за шахматную доску в возрасте 6 лет. Играя в одном из городских парков Нью-Йорка, Джошуа проявил большой талант и вскоре приступил к специальным занятиям со своим первым учителем, Брюсом Пандольфини, который счёл его необычайно одарённым. В 9 лет Вайцкин выиграл свой первый чемпионат, открыв таким образом серию блистательных побед, принесших ему славу «шахматного вундеркинда» и 8 титулов чемпиона США (в разных возрастных категориях). Кроме того, в составе своей школьной команды он 6 раз занимал первое место на национальных чемпионатах.
В феврале 1988 года в возрасте 11 лет Вайцкин сыграл вничью с Гарри Каспаровым в рамках показательного сеанса одновременной игры против детей и подростков, который гроссмейстер проводил в Нью-Йорке (57 из 59 оппонентов Каспарова потерпели тогда поражение). В том же году отец Джошуа — Фред Вайцкин написал о нём книгу «В поисках Бобби Фишера», экранизация которой была осуществлена в 1993 году.
В 13 лет Джошуа получил звание национальный мастер, а в 16 — международного мастера. Тем не менее, несмотря на столь многообещающее начало карьеры, ранга гроссмейстера Вайцкин пока не достиг. На данный момент его рейтинг составляет 2464. Это можно объяснить тем, что в последние годы интерес Вайцкина к рейтинговым играм снизился, и он решил профессионально заняться боевым искусством тайцзицюань.

### Изменения рейтинга
| Графики недоступны из-за технических проблем. См. информацию на Фабрикаторе и на mediawiki.org. |

## Боевые Искусства
Вайцкин приступил к активному изучению тайцзицюань и джиу-джитсу в 1998 году. Вскоре он начал принимать участие в различных соревнованиях, хотя изначально и не имел такого намерения. На этом поприще Джошуа также достиг успеха: 13 раз он побеждал на национальных чемпионатах и неоднократно завоёвывал медали на мировых.

## Прочая деятельность
В 1993 году Джошуа Вайцкин написал и выпустил свою первую книгу, «Атакующие шахматы» (англ. «Attacking Chess»), предназначенную для новичков и заслужившую положительные отзывы специалистов, в частности, Гарри Каспарова. Вторая его книга, автобиографический роман «Искусство учиться» (англ. «The Art of Learning»), вышла в 2007 году.
С 1997 года Вайцкин также активно участвует в создании шахматных программ серии Chessmaster. Специально для этого он разработал интерактивный обучающий курс, получивший название «Академия Джоша Вайцкина», который позволяет ознакомиться с основами шахматной теории, в частности, на примере партий, сыгранных самим автором.